# Cimavax-EFG
Cimavax-EFG é uma vacina aprovada em Cuba utilizada contra o câncer de pulmão.
No final de outubro de 2016, a Food and Drug Administration dos Estados Unidos autorizou o Roswell Park Comprehensive Cancer Center a realizar um ensaio clínico de Fase I/II do CimaVAX em pacientes com câncer de pulmão de células não pequenas. Em meados do mês seguinte, quase 200 pessoas se ofereceram para participar do estudo.